# Eva Dahlbeck
Eva Elisabet Dahlbeck (* 8. März 1920 in Saltsjö-Duvnäs, Gemeinde Nacka; † 8. Februar 2008 in Stockholm) war eine schwedische Schauspielerin und Schriftstellerin.

## Leben
Eva Dahlbeck erhielt ihre Schauspielausbildung am Königlichen Dramatischen Theater Stockholm, an dem sie von 1944 an auch auftrat. Filmregisseur Gustaf Molander vertraute ihr bereits Anfang der 1940er Jahre größere Rollen in seinen Filmen an. Internationale Bekanntheit erlangte sie in den 1950er Jahren durch eine Reihe von Komödien von Ingmar Bergman wie Sehnsucht der Frauen und Das Lächeln einer Sommernacht an der Seite von Gunnar Björnstrand. Für ihre Rolle in Bergmans Nahe dem Leben erhielt sie auf den Filmfestspielen von Cannes 1958 den Darstellerpreis, den sie sich mit ihren Kolleginnen aus diesem Film, Bibi Andersson, Barbro Hiort af Ornäs und Ingrid Thulin, teilte. Für ihre Darstellung in Cattorna – verbotene Zärtlichkeiten von Henning Carlsen wurde sie 1965 mit dem schwedischen Filmpreis Guldbagge als Beste Hauptdarstellerin ausgezeichnet.
1964 beendete sie ihre Theaterkarriere und konzentrierte sich auf ihre Tätigkeit als Autorin von Romanen, Gedichten und Drehbüchern. Als Hauptgrund für die Aufgabe des Schauspielberufs gab sie später die Gleichförmigkeit der ihr angebotenen Rollen an. Ihren letzten Filmauftritt, in der dänisch-schwedischen Koproduktion Tintomara, absolvierte sie 1970. 2008 verstarb sie nach langer Krankheit.
Eva Dahlbeck war seit 1944 mit dem Luftwaffenoffizier Sven Lampell verheiratet, der 2007 starb. Aus der Ehe gingen zwei Kinder hervor.
Sie starb am 8. Februar 2008 einen Monat vor ihrem 88. Geburtstag.

## Filmografie
- 1942: Rid i natt! – Regie: Gustaf Molander
- 1947: Zwei Frauen (Tva kinnor) – Regie: Arnold Sjöstrand
- 1948: Eva
- 1949: Rya-Rya – Nur eine Mutter (Bara en mor)
- 1952: Sehnsucht der Frauen (Kvinnors väntan)
- 1953: Sie fanden eine Heimat (Unser Dorf)
- 1953: Barabbas – Der Mann im Dunkel (Barabbas)
- 1954: Lektion in Liebe (En lektion i kärlek)
- 1955: Frauenträume (Kvinnodröm)
- 1955: Das Lächeln einer Sommernacht (Sommarnattens leende)
- 1956: Junge Herzen im Sturm (Sista paret ut) – Regie: Alf Sjöberg
- 1958: Nahe dem Leben (Nära livet)
- 1962: Verrat auf Befehl (The Counterfait traitor)
- 1964: Ach, diese Frauen (För att inte tala om alla dessa kvinnor)
- 1964: Liebende Paare (Älskande par) – Regie: Mai Zetterling
- 1965: Cattorna – verbotene Zärtlichkeiten (Kattorna)
- 1965: Die Verkommenen (Morianerna)
- 1966: Die Geschöpfe (Les créatures) – Regie: Agnès Varda
- 1967: Hagbard und Signe (Den rode kappe)
- 1970: Tintomara – Regie: Hans Abramson

## Werke als Autorin
- 1955: Dessa mina minsta (Drama)
- 1957: Föräves abisag (Drama)
- 1963: Genom fönstren: dikter. Norstedt, Stockholm. (als Lis Edvardson)
- 1964: Hem till kaos. Norstedt, Stockholm.
- 1965: Sista spegeln: preludier. Norstedt, Stockholm.
- 1966: Den sjunde natten: detaljer. Norstedt, Stockholm.
- 1966: Yngsjömordet (Drehbuch) – Regie: Arne Mattsson
- 1967: Domen. Norstedt, Stockholm.
- 1972: Med seende ögon. Bonnier, Stockholm.
- 1974: Hjärtslagen. Bonnier, Stockholm.
- 1976: Saknadens dal. Bonnier, Stockholm.
- 1979: Maktspråket. Bonnier, Stockholm.
- 1980: I våra tomma rum. Bonnier, Stockholm.
- 1988: Serveto och den eviga elden. Bokförlaget Korpen, Göteborg.
- 1991: Vapenhandlarens död: ett reportage från insidan. Bonnier, Stockholm.
- 1996: På kärlekens villkor: en vandring i laglöst land. Sellin, Stockholm.
- 1999: Sökarljus. Bokförlaget Korpen, Göteborg.